# Вікартовце
Вікартовце, або Викартовце (словац. Vikartovce) — село в Словаччині, Попрадському окрузі Пряшівського краю. 
Уперше згадується у 1283 році.
У селі є римо-католицький костел з 1781 року в стилі класицизму, збудований на місці старшого готичного костела з 14 століття.

## Географія
Розташоване в північній Словаччині в долині верхнього Горнаду на північних схилах Низьких Татер та на північних схилах Вікартовського горсту. Протікає річка Червенец.

## Населення
| Рік:            | 1994. | 2004.   | 2014.   | 2024.   |
| --------------- | ----- | ------- | ------- | ------- |
| Кількість осіб: | 1637  | 1785    | 1868    | 1825    |
| Різниця:        |       | +9,04 % | +4,64 % | -2,30 % |

| Рік:            | 2023. | 2024.   |
| --------------- | ----- | ------- |
| Кількість осіб: | 1848  | 1825    |
| Різниця:        |       | -1,24 % |

В селі проживають 1843 особи.
Національний склад населення (за даними останнього перепису населення — 2001 року):
- словаки — 91,94 %,
- цигани — 7,48 %,
- чехи — 0,18 %,

Склад населення за приналежністю до релігії станом на 2001 рік:
- римо-католики — 98,19 %,
- греко-католики — 0,18 %,
- протестанти — 0,06 %,
- не вважають себе віруючими або не належать до жодної з вищезгаданих конфесій — 1,58 %